# Gediminas Dalinkevičius
Gediminas Dalinkevičius (* 3. září 1946 Kaunas) je litevský houslista, dirigent a politik.

## Život
Absolvoval hudební školu v Kaunasu a v roce 1968 Litevskou konzervatoř, kde studoval hru na housle. Působil v Litevské státní filharmonii. V roce 1988 založil komorní orchestr v Kaunasu, byl jeho uměleckým ředitelem a dirigentem. V roce 1992 vedl mezinárodní orchestr Solisti Baltia. Od roku 1995 do roku 1996 byl zaměstnaný v kulturní správě okresu Kaunas. Poté podnikal a několik let řídil nadaci, kterou založil pro rozvoj kultury.
V roce 1998 byl mezi zakladateli uskupení Nová unie (sociální liberálové). V roce 2000 se stal městským radním ve Vilniusu. V letech 2000–2004 byl členem parlamentu Litevské republiky, v roce 2003 přestoupil z Nové unie do frakce Litevské sociálně demokratické strany.
Po odchodu z parlamentu se vrátil k umělecké a pedagogické činnosti. Stal se také průvodcem po Vilniusu.